# Bernard de Courrèges d'Ustou
Pour les articles homonymes, voir Courrèges.
Bernard (Marie, Claude) de Courrèges d'Ustou, né le 19 mars 1960[Où ?], est un officier général français, ancien chef de corps du 1er-11e régiment de cuirassiers, ancien directeur de l'Institut des hautes études de Défense nationale et actuel inspecteur général en service extraordinaire auprès de l'Inspection générale des finances.

## Biographie

### Formation
Après des études au Prytanée national militaire de La Flèche, il entre à l'école spéciale militaire de Saint-Cyr en 1979 (promotion général Lasalle). En 1981, il est diplômé de l'école d'application de l'arme blindée et de la cavalerie ; en 1995, il est diplômé de l'École nationale supérieure de techniques avancées.

### Carrière
Promu colonel le 1er octobre 2001, il succède au colonel Dumont Saint-Priest comme chef de corps du 1er-11e régiment de cuirassiers au camp de Carpiagne. D'octobre 2002 à janvier 2003, il commande le mandat Pamir III dans le cadre des forces françaises en Afghanistan.
Nommé général de brigade le 1er juillet 2008, il est placé en détachement au Secrétariat général de la défense et de la sécurité nationale, auprès du Premier ministre. En mars 2010, il succède au général d'armée Pierre de Villiers comme chef du cabinet militaire du Premier ministre (François Fillon, Jean-Marc Ayrault puis Manuel Valls).
Il est promu général de division le 1er février 2011, puis élevé aux rang et appellation de général de corps d'armée le 1er septembre 2013.
Le 14 août 2014, il est nommé directeur de l'IHEDN et de l'enseignement militaire supérieur,.
Par décret du 24 août 2018, il est nommé chargé de mission auprès du chef d'état-major de l'armée de terre, à compter du 1er septembre 2018.
Par décret du 3 septembre 2018 il est nommé inspecteur général en service extraordinaire auprès de l'Inspection générale des finances, à compter du 21 septembre 2018.

## Déclarations, écrits, publications, faits d'armes
Le général a précisé, en 2017 dans la revue Stratégique son approche de l'enseignement militaire supérieur : « Désormais établissement public placé sous la tutelle du Premier ministre, l’IHEDN a pour mission de développer l’esprit de défense et de sensibiliser aux questions internationales... Le lien armée-Nation ne se décline pas de la même façon en 2017 qu’il y a dix ou vingt ans. Après les attentats de 2015 et 2016, c’est autant l’esprit de défense que l’esprit d’appartenance à la Nation qui doivent désormais être consolidés... Aux côtés des recteurs et des délégués militaires départementaux, les associations régionales d’auditeurs IHEDN participent aux trinômes académiques dont les actions de promotion de l’esprit de défense et d’enseignement de la culture de défense et de sécurité ont concerné l’année dernière 21 500 enseignants et 530 000 élèves.»

## Décorations
|  |  |  |
|  |  |  |

- Commandeur de la Légion d'honneur en 2015[9]
- Croix de la Valeur militaire
- Croix du combattant
- Médaille de la Défense nationale, échelon bronze
- Médaille de reconnaissance de la Nation
- Médaille commémorative française